# Ligue Nord-Américaine de Hockey
La Ligue Nord-Américaine de Hockey (LNAH) fu fondata nel 2004 ed è una lega professionistica di basso livello con sede in Québec. Discende dalla Quebec Semi-Pro Hockey League, attiva fra il 1996 e il 2004.
A differenza di leghe professionistiche di più alto livello come la American Hockey League o l'ECHL, la LNAH è poco famosa per il suo livello. Ha una reputazione non molto buona per le buffonerie che la contraddistinguono e che in genere includono scazzottate.
Nonostante tutto però molti dei giocatori sono ex-NHL o ex-AHL: Patrick Côté, Michel Picard, Stephane Richer, Bobby Dollas, Guillaume Lefebvre, Garrett Burnett, Daniel Shank, Francois Leroux, Jeremy Stevenson, Eric Fichaud e Mario Roberge, David Gosselin. Durante il 2004-2005, quando la NHL era sotto lockout, alcuni giocatori NHL passarono tutta la stagione in questa lega; fra questi c'erano Donald Brashear, Sylvain Blouin, Sebastien Caron, Mathieu Biron, Marc-Andre Bergeron e Sebastien Charpentier.
Differentemente da tutte le altre leghe professionistiche minori americane non c'è una regola limite per i veterani, il che permette alle squadre di fare provvista di giocatori esperti. La lega sta lentamente cercando di ripulirsi ma questo non è facile per una lega che ha basato il proprio successo proprio sulla durezza.

## Squadre
| Squadra                     | Città           | Provincia | Arena                        | Iscritta dal |
| --------------------------- | --------------- | --------- | ---------------------------- | ------------ |
| Jonquière Marquis           | Saguenay        | Québec    | Palais des Sports            | 1996*        |
| Rivière-du-Loup 3L          | Rivière-du-Loup | Québec    | Centre Premier Tech          | 2008         |
| Saint-Georges Cool FM 103.5 | Saint-Georges   | Québec    | Centre Sportif Lacroix-Dutil | 1996*        |
| Sorel-Tracy Éperviers       | Sorel-Tracy     | Québec    | Colisée Cardin               | 1996*        |
| Thetford Assurancia         | Thetford Mines  | Québec    | Centre Mario Gosselin        | 1996         |
| Trois-Rivières Draveurs     | Trois-Rivières  | Québec    | Colisée de Trois-Rivières    | 1996*        |

Un asterisco (*) segnala uno spostamento della franchigia.

## Albo d'oro
| Stagione | Vincitore                              | Finalista                   |
| -------- | -------------------------------------- | --------------------------- |
| 1996–97  | Saint-Gabriel Blizzard                 | Acton Vale Nova             |
| 1997–98  | Lachute Rapides                        | Acton Vale Nova             |
| 1998–99  | Joliette Blizzard                      | Saint-Georges Garaga        |
| 1999–00  | LaSalle Rapides                        | Pont-Rouge Grand Portneuf   |
| 2000–01  | Joliette Mission                       | Saint-Georges Garaga        |
| 2001–02  | Laval Chiefs                           | Thetford Mines Prolab       |
| 2002–03  | Laval Chiefs                           | Thetford Mines Prolab       |
| 2003–04  | Verdun Dragons                         | Saint-Georges Garaga        |
| 2004–05  | Québec Radio X                         | Thetford Mines Prolab       |
| 2005–06  | Sherbrooke Saint-François              | Thetford Mines Prolab       |
| 2006–07  | Saint-Jean-sur-Richelieu Summum Chiefs | Sherbrooke Saint-Francois   |
| 2007–08  | Trois-Rivières Caron & Guay            | Thetford Mines Isothermic   |
| 2008–09  | Pont-Rouge Lois Jeans                  | Thetford Mines Isothermic   |
| 2009–10  | Saint-Georges CRS Express              | Sherbrooke Saint-Francois   |
| 2010–11  | Sherbrooke Saint-François              | Saint-Georges Cool FM 103.5 |
| 2011–12  | Thetford Mines Isothermic              | Windsor Wild                |
| 2012–13  | Jonquière Marquis                      | Sorel-Tracy HC Carvena      |
| 2013–14  | Jonquière Marquis                      | Thetford Mines Isothermic   |
| 2014–15  | Thetford Mines Isothermic              | Sorel-Tracy Éperviers       |
| 2015–16  | Rivière-du-Loup 3L                     | Sorel-Tracy Éperviers       |
| 2016–17  | Jonquière Marquis                      | Thetford Assurancia         |